# Dekanat mozyrski
Dekanat mozyrski – jeden z 7 dekanatów diecezji pińskiej na Białorusi. W jego skład wchodzi 11 parafii.

## Lista parafii
| Lp. | Miejscowość / parafia                                                     | Proboszcz / administrator | Kościół                                                                       | Zdjęcie |
| --- | ------------------------------------------------------------------------- | ------------------------- | ----------------------------------------------------------------------------- | ------- |
| 1   | Mozyrz Parafia Wniebowzięcia Najświętszej Maryi Panny                     |                           | Kościół św. Michała Archanioła w Mozyrzu                                      |         |
| 2   | Bryniów Parafia Świętej Rodziny                                           |                           | Kościół Świętej Rodziny w Bryniowie                                           |         |
| 3   | Gruszówka Parafia Najświętszego Serca Pana Jezusa                         |                           | Kościół Najświętszego Serca Pana Jezusa w Gruszówce                           |         |
| 4   | Kalinkowicze Parafia Trójcy Przenajświętszej                              |                           | Kościół Trójcy Przenajświętszej w Kalinkowiczach                              |         |
| 5   | Kapatkiewiczy Parafia św. Augustyna                                       |                           | Kościół św. Augustyna w Kopatkiewiczach                                       |         |
| 6   | Kapcewicze Parafia Św. Benedykta i Bernarda                               |                           | Kościół Św. Benedykta i Bernarda w Kapcewiczach                               |         |
| 7   | Lelczyce Parafia Najświętszego Serca Pana Jezusa i Matki Bożej Fatimskiej | ks. Witalis Myszona       | Kościół Najświętszego Serca Pana Jezusa i Matki Bożej Fatimskiej w Lelczycach |         |
| 8   | Narowla Parafia Podwyższenia Krzyża Świętego                              |                           | Kościół Podwyższenia Krzyża Świętego w Narowli                                |         |
| 9   | Petryków Parafia Zwiastowania Najświętszej Maryi Panny                    |                           | Kościół Zwiastowania Najświętszej Maryi Panny w Petrykowie                    |         |
| 10  | Chojniki Parafia Wniebowzięcia Najświętszej Maryi Panny w Chojnikach      |                           | Kościół Wniebowzięcia Najświętszej Maryi Panny w Chojnikach                   |         |
| 11  | Żytkowicze Parafia św. Józefa Rzemieślnika                                |                           | Kościół św. Józefa Rzemieślnika w Żytkowiczach                                |         |